# 苏尔寿

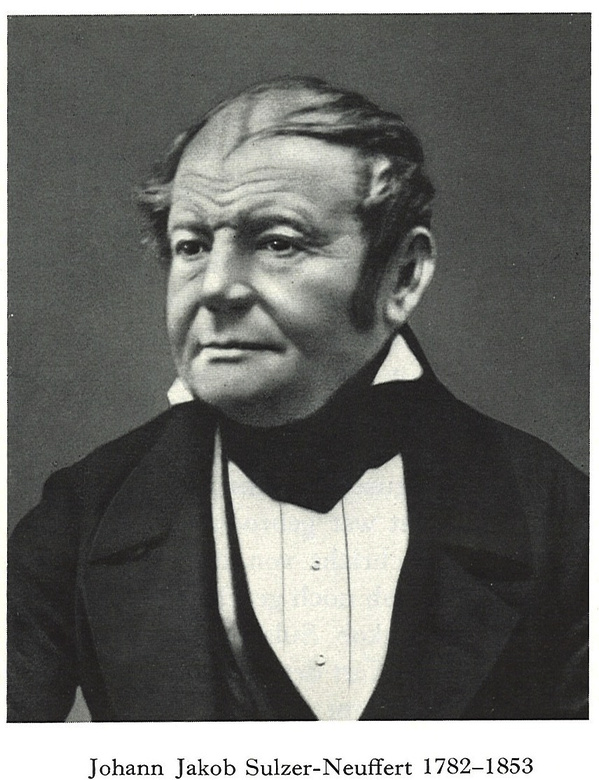
约翰·雅各布·苏尔寿-诺伊菲特

苏尔寿有限公司（英語：Sulzer Ltd.，SIX：SUN）是瑞士一家著名的工业工程技术及机械制造企业，也是世界著名的跨国工业集团之一，总部位于瑞士苏黎世州温特图尔，主要从事纺织机械、医疗技术、水力机械、热力涡轮机械、工艺流程及成套设备、往复压缩机、离心机、工业泵等机械产品的研发和生产。目前在150个国家有常驻代表，世界各地雇员约32万人，每年销售额达60亿瑞士法郎。
苏尔寿公司由所罗门·苏尔寿-伯尼特（Salomon Sulzer-Bernet）于1775年创立，是温特图尔第一家黄铜铸造厂，当时主要生产泵、灭火器等产品，公司其后由所罗门的儿子约翰·雅各布·苏尔寿-诺伊菲特（Johann Jakob Sulzer-Neuffert）经营。1834年，诺伊菲特联同他的两名儿子，约翰·雅各布·苏尔寿-希尔泽尔（Johann Jakob Sulzer-Hirzel）和所罗门·苏尔寿-苏尔寿（Salomon Sulzer-Sulzer），共同成立了苏尔寿兄弟股份公司（Gebrüder Sulzer Aktiengesellschaft），至1914年形成了家族企业的规模。

## 分公司
- 苏尔寿泵公司（Sulzer Pumps） ：提供流体输送解决方案和服务。
- 苏尔寿美科公司（Sulzer Metco）：表面涂层解决方案和服务。
- 苏尔寿化工公司（Sulzer Chemtech）：化学工艺和服务。
- 苏尔寿涡轮机械服务中心（Sulzer Turbo Services）：涡轮机械维修服务。
- 苏尔寿研发中心（Sulzer Innotec）：为苏尔寿各个分部及行业内有声望的工业公司的开发项目提供支持。